# حزب الثوار
حِزْبْ الثُّوَّارْ هي أنشودة وطنية من بين الأناشيد الوطنية الجزائرية

## القصيدة
هذه الأنشودة الوطنية ألفها ولحنها رابح درياسة
وتُعتبر هذه الأنشودة من أشهر النصوص الثورية التي خلدت ثورة تحرير الجزائر
وتتكون قصيدتها من خمسين بيتا شعريا مقروضا وفق عروض بحر المنسرح.
وقد تم الأداء الفني لهذه الأبيات من طرف الفرقة الفنية لجبهة التحرير الوطني قبل استقلال الجزائر
وأداها جماعيا كل من فناني أوركسترا الإذاعة الجزائرية، وأوركسترا التلفزيون الجزائري، وكذلك أوركسترا أوبرا الجزائر.
كما أن وزارة التربية الجزائرية قد اعتمدت هذا النشيد مع قَسَمًا، وشعب الجزائر مسلم، واشهدي يا سماء، وجزائرنا يا بلاد الجدود، وعليك مني سلام يا أرض أجدادي، ويا شهيد الوطن، ونحن طلاب الجزائر، في برامجها التكوينية

## نص النشيد
ـــــــــــــــــــــــــــــــــــــــــــــــــــــــــــــــــــــــــــــــــــــــــــــــــــــــــــــــ
حِزْبْ الثُّوَّارْ..... وْمْعَاهُمْ هَانَتْ لَعْمَارْ
اللهْ يُنْصُرْ
حِزْبْ الثُّوَّارْ..... وَاحْنَا مْحِينَا الاِسْتِعْمَارْ
اللهْ يُنْصُرْ
ـــــــــــــــــــــــــــــــــــــــــــــــــــــــــــــــــــــــــــــــــــــــــــــــــــــــــــــــ
أول نوفمبر، منادي..... الجهاد الأكبر
يا ربي وانصر..... ثورتنا ضد الكفار
اللهْ يُنْصُرْ
ـــــــــــــــــــــــــــــــــــــــــــــــــــــــــــــــــــــــــــــــــــــــــــــــــــــــــــــــ
في جبل أوراس..... أولاد قالمة وأولاد هراس
شجعان شدوا لقراس..... خاضوا ثورة الحرية
اللهْ يُنْصُرْ
ـــــــــــــــــــــــــــــــــــــــــــــــــــــــــــــــــــــــــــــــــــــــــــــــــــــــــــــــ
في جبل اللوح..... قاميرة تبكي وتنوح
قلبها مجروح..... عبد العزيز كواها كية
اللهْ يُنْصُرْ
ـــــــــــــــــــــــــــــــــــــــــــــــــــــــــــــــــــــــــــــــــــــــــــــــــــــــــــــــ
في جبل بوزقزة..... كي جات فرنسا تستهزا
حسبتنا خبزة طحنا..... عليها بالرافال
اللهْ يُنْصُرْ
ـــــــــــــــــــــــــــــــــــــــــــــــــــــــــــــــــــــــــــــــــــــــــــــــــــــــــــــــ
واجب نادانا..... شبان وشياب
يكفينا عيش الهنا..... موت العزة ولا العار
اللهْ يُنْصُرْ
ـــــــــــــــــــــــــــــــــــــــــــــــــــــــــــــــــــــــــــــــــــــــــــــــــــــــــــــــ
ثورتنا عبارة لجيوش..... فرنسا الغدارة
جرحنا ما يبرا..... حتى نجيبوا الاستقلال
اللهْ يُنْصُرْ
ـــــــــــــــــــــــــــــــــــــــــــــــــــــــــــــــــــــــــــــــــــــــــــــــــــــــــــــــ

## وصلات خارجية
- أنشودة: حزب الثوار، ومعاهم هانت لعمار على يوتيوب
- أنشودة: حزب الثوار، ومعاهم هانت لعمار على يوتيوب
- أنشودة: حزب الثوار، ومعاهم هانت لعمار على يوتيوب
- أنشودة: حزب الثوار، ومعاهم هانت لعمار على يوتيوب
- أنشودة: حزب الثوار، ومعاهم هانت لعمار على يوتيوب